# 北向珠夕
北向 珠夕（きたむき みゆう、1999年（平成11年）12月14日 - ）は、日本のグラビアモデル、女優。青森県三沢市出身。ボックスコーポレーションに所属していた が、現在はフリー。

## 来歴
小学校2年からバレーボールを始める。中学校では東北大会優勝を経験し、第28回全国都道府県対抗中学バレーボール大会に、青森県女子代表チームの一員として出場。バレーボールの名門校に特待生として進学したが、1年生のときにケガでバレーボールを断念し、地元の高校に転校。2年生の時に父と共に東京を訪れ、原宿で現在の事務所からスカウトを受けた。
2018年3月13日に第43代旭化成グループキャンペーンモデルに起用される。
2019年1月10日に週刊ヤングジャンプ創刊40周年を記念した「SS ELEVEN」に選抜される。同年11月に大河ドラマ『いだてん〜東京オリムピック噺〜』で女優デビュー。
2020年12月、初写真集『恋夕』を発売。
2021年12月25日のクリスマスにバイクの免許を取得したのを機にYouTubeチャンネル「気ままにキタムキ」を開設。
2022年3月22日、2nd写真集『M〜気の向くままに〜』を発売。
2023年5月24日、3rd写真集『ダッピ』を発売。10月11日には未掲載のアザーカットを収録したデジタル写真集『ダッピ2』を発売。
2024年9月14日から16日まで、個人主催の写真展「友愛」を開催。この写真展で配布されたパンフレットや自身のInstagramで、2024年6月30日にボックスコーポレーションを退所し、フリーで活動していくことを発表した。

## 人物
- 好きな食べ物はリンゴ、嫌いな食べ物はワサビ。好きな男性のタイプは松岡修造のような熱い人[1]。目標にしている人物は菜々緒[8]。
- 中学生の時、ミスセブンティーン2014最終候補に残ったことがある[10]。
- オートバイは父と兄の影響で憧れを持ち、2022年時点の愛車はドラッグスター250[20]。当初はレブル250が欲しかったが入荷まで待てなかったことでセレクト。もう一つの購入候補はV-ツインマグナだったが、迷っているうちに売却済となってしまったという[20]。なおバイクを買ってから私服の多くがレザー系になり、スカートを買わなくなった[20]。

## 出演

### テレビ
- ミライ☆モンスター（2018年4月1日 - 2019年3月31日、毎週日曜、フジテレビ） - 次回予告紹介を担当
- いだてん〜東京オリムピック噺〜（2019年、NHK大河ドラマ） - 磯辺サタ 役[5]
- 警視庁・捜査一課長 Season6 第9話（2022年6月9日、テレビ朝日） - 灰島ねずこ 役
- ドランクドラゴンのバカ売れ研究所!（2022年8月22日 - 、BS12 トゥエルビ） - アシスタントMC
- サウナは旅の目的地in青森県（2022年9月23日、青森テレビ）[21][注 1]
- ダウンタウンのガキの使いやあらへんで!（2023年7月9日・16日、日本テレビ）- 遠藤vs陣内vs蛍原 真の大根役者頂上決戦 CA役[23]

### 映画
- 余命10年（2022年3月4日、ワーナー ブラザース ジャパン） - 高林茉莉の同級生 役[24]
- 恋のいばら（2023年1月6日、パルコ） - チホ 役[25]

### CM
- スーモ青森
- 青森銀行（2019年12月27日 - ）[26]

### イベント
- 滋賀県警守山署一日署長（2018年4月5日）[27]
- 湖南広域消防局北消防署一日消防署長（2018年11月9日）[28]

## 書籍

### 写真集
- 『恋夕』（2020年12月4日、講談社、ISBN 978-4065219621）[13]
- 『M〜気の向くままに〜』（2022年3月22日、ワニブックス、ISBN 978-4847084188）[15][16]
- 『ダッピ』（2023年5月24日、ワニブックス、ISBN 978-4847084935）[17]

### デジタル写真集
- MIYU（2018年6月21日、集英社［YJ PHOTO BOOK］、撮影：細居幸次郎）[29]
- 鮮烈すぎる初めて。（2018年8月10日、集英社［週プレ PHOTO BOOK］、撮影：桑島智輝）[30]
- 秋雨と、18歳。（2019年1月18日、集英社［週プレ PHOTO BOOK］、撮影：熊谷貫）[31]
- 胸の谷間で溺れたい！（2019年2月22日、講談社［FRIDAYデジタル写真集］、撮影：阿部ちづる）[32]
- ゆざめしないうちに。（2019年5月23日、集英社［YJ PHOTO BOOK］、撮影：細居幸次郎）[33]
- 北向珠夕は、振り向かない。（2019年6月14日、集英社［週プレ PHOTO BOOK］、撮影：河西遼）[34]
- 告白サイダー（2019年7月22日、小学館［スピ/サン グラビアフォトブック］、撮影：唐木貴央）[35]
- 令和のアマゾネス（2019年8月9日、集英社［週プレ PHOTO BOOK］、撮影：岡本武志）[36]
- 最旬！SUPER BODY（2019年10月18日、講談社［FRIDAYデジタル写真集］、撮影：熊谷貫）[37]
- 夏、駆ける、青春。（2021年7月19、集英社［週プレ PHOTO BOOK］、撮影：岡本武志、モデル：華村あすか、北向珠夕）[38]
- ひたむきな愛（2021年12月13日、小学館［週刊ポストデジタル写真集］、撮影：丸谷嘉長）[39]
- 22歳の挑戦（2022年2月4日、講談社［FRIDAYデジタル写真集］、撮影：藤本和典）[40]
- 笑顔のシンデレラ（2022年2月4日、講談社［FRIDAYデジタル写真集］、撮影：藤本和典）[41]
- 素肌の恋人（2022年11月9日、ワン・パブリッシング［BOMBデジタル写真集］、撮影：矢西誠二）[42]
- Beginning（2022年12月1日、 講談社）[43]
- Beginning vol．2　90ページ完全版（2022年12月1日、 講談社）[44]
- 『ダッピ2』（2023年10月11日、ワニブックス、） - 写真集『ダッピ』の未掲載アザーカットで構成[18]
- マブい彼女 vol．1（2023年10月12日、講談社）[45]
- マブい彼女 vol．2（2023年10月12日、講談社）[46]
- マブい彼女 vol．3　豪華100カット超完全版（2023年10月12日、講談社）[47]
- Best Selection（2023年11月8日、ワニブックス）[48]
- 秘密が生まれる（2023年11月14日、光文社）[49]